# 獄中立候補
獄中立候補（ごくちゅうりっこうほ）とは、刑事施設に勾留中に選挙に立候補をすること。

## 概要
犯罪の容疑で刑事施設に勾留されていても、無罪推定の原則により選挙に立候補をすることができる。国会議員においては国政選挙に当選後に釈放されない場合には不逮捕特権に基づく議院の釈放要求があれば会期中は釈放されて政治活動を行うことができ、身柄拘束が継続されても質問主意書という形で政治活動をすることができる。国会議員及び都道府県知事選挙における放送局のスタジオ収録の政見放送に出演できないこともある。
日本では獄中立候補をして当選した人物に以下の例がある。
- 田中角栄　1949年衆議院議員総選挙（炭鉱国管疑獄、選挙中に保釈、1951年無罪確定）
- 旅田卓宗　2003年和歌山市議会議員選挙（和歌山市長汚職事件、選挙後に保釈、2010年有罪確定）
- 矢上雅義　2005年相良村長選挙（相良村助役選任汚職事件、選挙後に保釈、2010年有罪確定）

ただし、拘留を除く自由刑の実刑判決が確定して服役中の受刑者は公職選挙法第11条により被選挙権がないため公職選挙への立候補はできない。

## その他
獄中立候補に類似するものとして逃亡中立候補がある。捜査機関が逮捕状を取得していることが報道されている中で逃亡中に選挙の公示日が来たら、立候補届を出して立候補をすることである。他人を公職の候補者としようとする時は本人の承諾を得て、告示日に郵便によることなく、文書で推薦の届け出をすることができる公職選挙法の規定に基づいて行うことができるが、この場合は推薦届け出の承諾書には本人の印鑑を押さなければならない。逃亡中立候補で当選した例として、茨城県議会黒い霧事件で逮捕状が出ている中で立候補した本沢彦がいる。
国政選挙の場合は当選すれば、不逮捕特権があるため国会開会中限定ではあるが、所属議院の逮捕許諾決議がなければ令状逮捕をされることなく議員活動を行うことができる。